# Роєнко Віктор Григорович
Роєнко Віктор Григорович (нар. 8 квітня 1949; с. Антонівка) — український політик, педагог та правознавець. Член КПУ (з 1971 р.). Член ЦК КПУ, перший секретар Черкаського обласного комітету Комуністичної партії України; член ради ФПУ, член виконкому Всеукраїнського союзу робітників, депутат Черкаської обласної ради (з квітня 2006 р.).

## Життєпис
Народився 8 квітня 1949 року в селі Антонівка (Уманський район, Черкас. обл.) в родині колгоспників. В школі займався активною суспільною діяльністю – був командиром тимурівської команди, вожатим піонерських загонів, старостою класу. Любив історію і археологію, захоплювався спортом, брав участь у художній самодіяльності.
Свою трудову діяльність розпочав трактористом в рідному селі Антонівка. Працював спортивним інструктором і секретарем комсомольської організації колгоспу «Україна» с. Текуча свого району.
З 1968 по 1971 р. – служба на двічі Червонопрапорному Балтійському флоті. Неодноразово обирався секретарем комсомольської організації військової частини, проводив військово-патріотичну роботу серед школярів прибалтійських республік, грав у футбол на першість Литви.
В 1971 р. вступив до лав Комуністичної партії.
З 1971 по 1975 р. –  військовий керівник та учитель фізкультури в Текучанській СШ.

## Освіта
До 1966 р. здобував середню освіту у Рижавській та Колодестенській середніх школах Уманського району Черкащини.
1975-1980 рр. — навчання в Уманському державному педагогічному університеті імені Павла Тичини за спеціальністю «Біологія і основи сільського господарства» (кваліфікація – учитель біології).
У 1994 р. вступив до Національної юридичної академії України імені Ярослава Мудрого, яку закінчив з відзнакою за спеціальністю «Правознавство» у 1999 р.

## Родина
- Батько Григорій Каленикович (1915-1967) — колгоспник;
- Мати Фросина Семенівна (1915 р.н.) — колгоспниця;
- Дружина Олена Іванівна (1958 р.н.) — фельдшер, учитель;
- Сини: Ярослав (1978 р.н.) та Богдан (1984 р.н.).

## Політична діяльність
- 1966-1968 рр. — секретар комсомольської організації колгоспу «Україна» с. Текуча Уманського району;
- З травня 1977 по жовтень 1980 р. — заступник голови колгоспу та секретар партійної організації колгоспу «Україна»;
- З жовтня 1980 по січень 1992 р. — заступник голови правління, секретар партійної організації;
- З січня 1992 р. — голова правління колгоспу імені Горького с. Ропуха Уманського району;
- У 1994 р. був обраний народним депутатом України ІІ скликання від Уманського виборчого округу № 423 Черкаської області. Член Комітету з питань АПК, земельних ресурсів та соціального розвитку села. Член контрольної комісії з питань приватизації. Член фракції комуністів.
- Березень 1998 р. — кандидат в народні депутати України від КПУ, № 124 в списку;
- З березня 1998 по квітень 2002 р. — народний депутат України III скликання від Уманського виборчого округу № 199 Черкаської області. На час виборів: народний депутат України, член КПУ. Член Комітету з питань аграрної політики та земельних відносин (з липня 1998 р.); член фракції КПУ (з травня 1998р.); член Контрольної комісії з питань приватизації (з липня 1998 р.);
- Березень 2006 р. — кандидат в народні депутати України від КПУ, № 124 в списку;
- З квітня 2006 р. — депутат Черкаської обласної ради.

## Нагороди
- Медаль «За військову доблесть».
- Медалі: «Г. К. Жуков», «80 років Великої жовтневої соціалістичної революції».
- Капітан 3-го рангу.

## Інше
Має багато публікацій, видав збірку статей під назвою «Роздуми про землю».
Захоплення: історія, культура та спорт.
Життєвим кредо є правило: залишити добрий слід на землі, роблячи добро людям.